# 卡蒂奇希爾鎮區 (堪薩斯州馬歇爾縣)
卡蒂奇希爾鎮區（英語：Cottage Hill Township）為美國堪薩斯州馬歇爾縣轄下的鎮區。2010年美国人口普查中此鎮區人口有132人。

## 地理
卡蒂奇希爾鎮區涵蓋總面積為93.3平方（36.02平方英里），其中陸地面積為93.1平方（35.93平方英里），水域面積為0.23平方（0.09平方英里）或0.25%。海拔高度426（1,398英尺）。

## 人口統計
根據2010年美國人口普查，卡蒂奇希爾鎮區人口有132人，其中男性有61人，女性有71人，人口密度為每平方公里1.42人，住房計60戶。鎮區內的白人有131人，非裔美國人有0人，美洲原住民有0人，亞裔美國人有0人，太平洋島裔美國人有1人，其他種族有0人，混血種族則有0人。此外鎮區內有3人為西班牙裔或拉丁裔美國人。此鎮區之年齡中位數為47歲，而男性年齡中位數為48.5歲，女性年齡中位數為45.5歲。

## 交通

### 主要公路
- 77號美國國道